# Ann Sophie
Ann Sophie Dürmeyer (nacida en el 1 de septiembre de 1990), más conocida como Ann Sophie, es una cantante y compositora alemana. Nació en Londres (Reino Unido), pero es originaria de Hamburgo, Alemania. Representó a Alemania en el Festival de la Canción de Eurovisión 2015 con la canción "Black Smoke" (Humo negro), quedando en el último puesto con 0 puntos, junto con Austria.

## Vida personal y carrera

### 1990-2015: Biografía y carrera
Ann Sophie nació un 1 de septiembre de 1990 en Londres, Reino Unido de padres alemanes. Cuando tenía un año, ella y su familia se mudaron a Hamburgo, Alemania, donde aprendió ballet desde los cuatro años. En el año 2010, se graduó y se mudó a Nueva York para asistir a clases en el Instituto de Teatro y Cine Lee Strasberg. En 2012, debutó con su single "Get Over Yourself". 

### 2015-presente:Unser Song für Österreich-Eurovisión 2015
En 2015 fue anunciada como una de las 10 artistas no consagradas compitiendo por el "comodín" en Unser Song für Österreich, la preselección alemana para Eurovisión 2015. Actuó con la canción "Jump The Gun" (Precipítate) y fue seleccionada como la ganadora del "comodín" por el público con un 24.1% de los votos. Compitió con las canciones "Jump The Gun" y "Black Smoke". Esta última fue la que avanzó a la ronda final de la preselección germana donde acabó la subcampeona del concurso detrás de Andreas Kümmert y su "Heart Of Stone". A pesar de todo, Kümmert renunció a la oportunidad de representar a Alemania en Eurovisión 2015, y le cedió el puesto a Ann Sophie. Al final Ann Sophie quedó la última con 0 puntos.

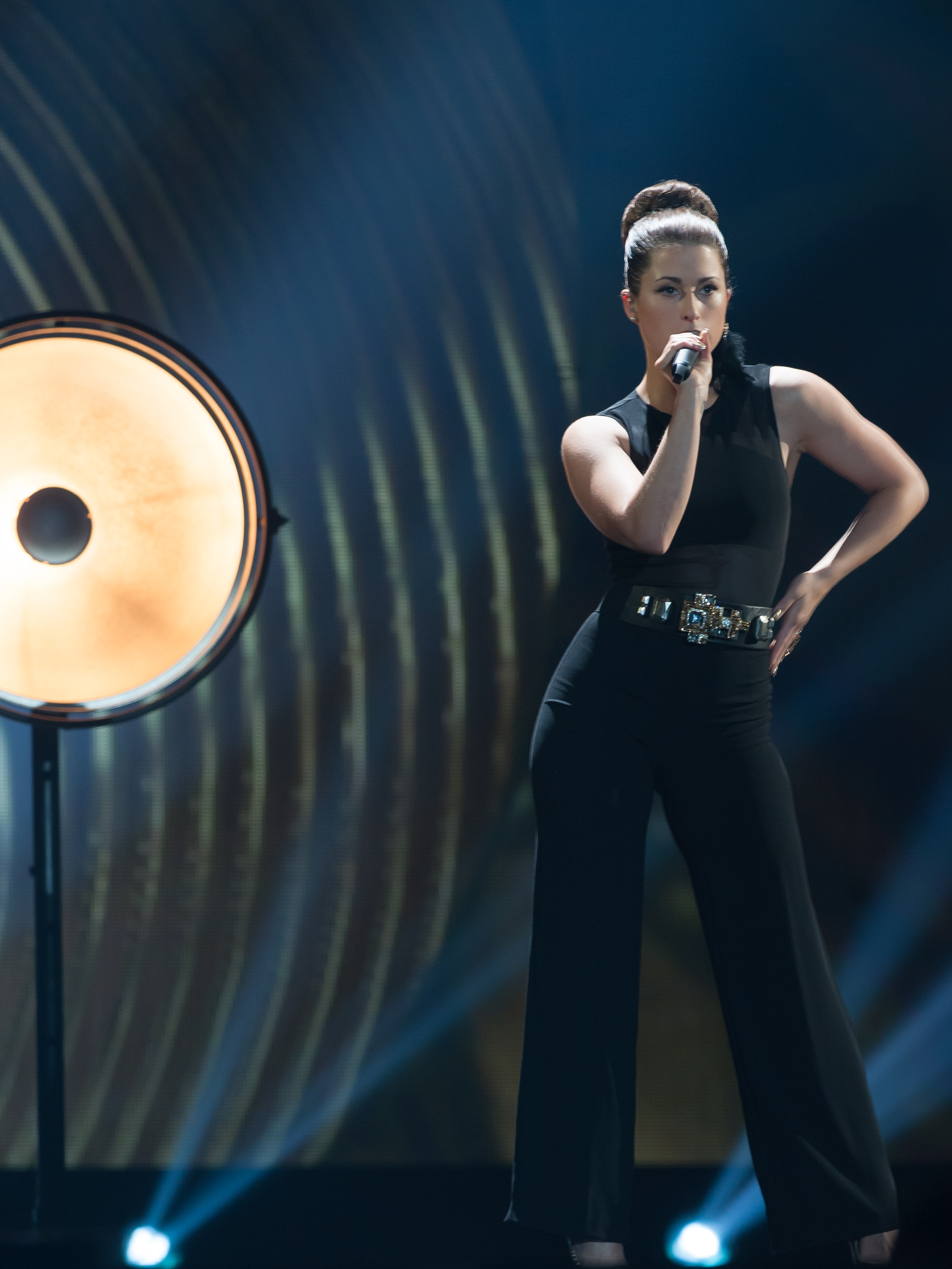
Ann Sophie interpretando Black Smoke en Viena

## Discografía

### Álbumes
En estudio
- 2013: Time Extended
- 2015: Silver into Gold

EP
- 2012: Time
- 2020: Void!

### Sencillos
- 2012: Get over Yourself
- 2015: Jump the Gun
- 2015: Black Smoke (ALE # 26, AUT # 54)[5]